# Mas d'en Porta
Mas d'en Porta és una masia de Guissona (Segarra) inclosa a l'Inventari del Patrimoni Arquitectònic de Catalunya.

## Situació
Mas d'en Porta és una de les masies més notables d'aquests verals de la Segarra. És un enclavament del municipi de Guissona dins el terme de Torrefeta i Florejacs, de forma que dista, en línia recta, uns 5 km de la seva metròpoli i només 1,7 km del nucli de Florejacs, que es veu enfront mateix de la masia. S'hi accedeix des del km 1,7 (no senyalitzat) de la carretera LV-3133 (de Palou a Florejacs). La masia primigènia queda totalment oculta per les successives ampliacions realitzades en totes les seves façanes. No obstant això, vista des de llevant, presenta l'aspecte clàssic d'una masia amb el mur que protegeix el recinte a tall de baluard, edificis laterals de serveis i una façana amb obertures simètriques. Vista des de ponent, en canvi, amb l'afegit més modern i l'espai enjardinat, la impressió és més aviat d'una masia fortificada i senyorial. Disposa de capella i cementiri propis.

## Descripció
Edifici de quatre façanes i tres plantes. A la façana est, hi ha una entrada amb arc de mig punt adovellat que condueix a la porta d'entrada a l'edifici, on hi ha un llinda que dona la data de 1767. A la seva esquerra hi ha dues espitlleres. A la planta següent, hi ha tres balcons amb barana de ferro i a la darrera hi ha tres finestres senzilles.

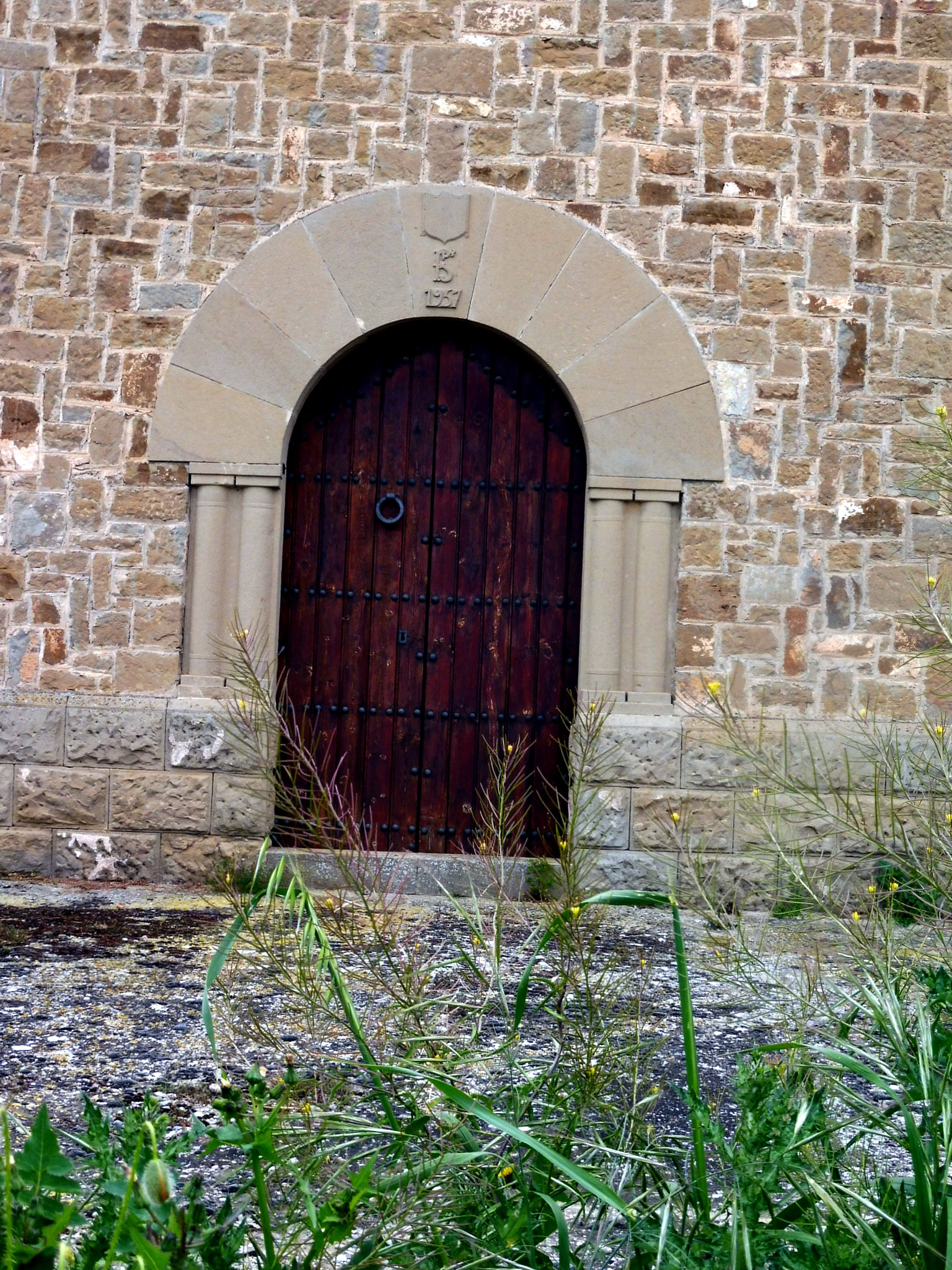
Portada de la façana de ponent

Un edifici adjunt, que forma part de l'habitatge, ocupa gran part de la façana sud. Aquest, a la planta baixa, a l'esquerra, té una gran entrada i a la dreta tres petites espitlleres. A sobre té quatre finestres. A la planta següent hi ha tres finestres centrals i a cada lateral una petita terrassa amb barana de ferro. De la façana original només hi ha dues finestres a la part més alta.
A la façana de ponent hi ha una entrada amb arc de mig punt adovellat amb uns pilars que fan la sensació que el suporten, però només són decoratius. A la clau de l'arc, en baix relleu, hi ha un escut llis, les lletres F i S entrellaçades (Francesc Sàrries) i la data 1957. A la dreta hi ha una finestra. A la planta següent, a la dreta hi ha una terrassa amb barana de ferro, a la que s'accedeix per una entrada. Al centre hi ha una finestra i a l'esquerra una altra. A la planta següent a la dreta hi ha dues finestres, i al centre n'hi ha quatre, dues orientades al sud, i dues més orientades a l'oest. Aquestes quatre són amb arc de mig punt. A l'esquerra de la façana hi ha dues finestres.
A la façana nord hi ha unes quantes finestres repartides per la façana.

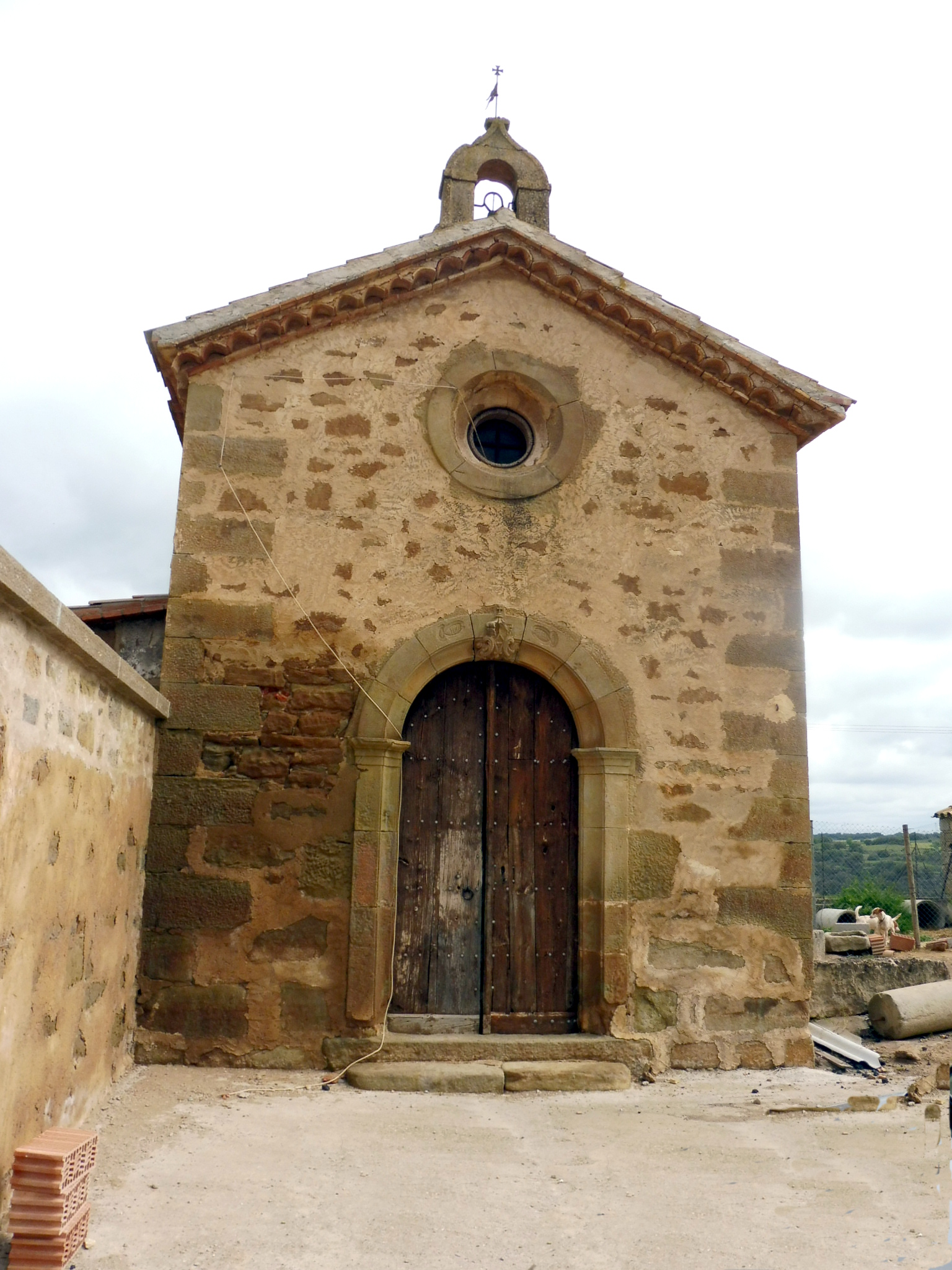
La capella

Davant de la façana est, la principal, hi ha un espai delimitat per uns edificis a banda i banda i un mur al davant amb l'entrada al recinte. L'entrada té un pilar a cada costat i una tanca metàl·lica de doble batent. Al pilar de l'esquerra hi ha, en baix relleu, dues S entrellaçades, i en el de la dreta la data MCMXX. L'edifici que delimita pel sud aquest espai és de dues plantes i té l'entrada principal a l'est, amb arc rebaixat. A la façana sud hi ha cinc obertures a la planta baixa, i quatre de petites a la superior. A la façana nord hi ha diverses obertures que donen a la planta superior. És un edifici amb certs aires modernistes i data de 1918. La coberta és de dos vessants (nord-sud), acabada amb teules.

## La capella i el cementiri
Una petita capella sota la invocació de la Mare de Déu de la Llet està adossada a l'exterior del mur que tanca el recinte en el seu extrem dret. És un edifici de planta rectangular amb una sola nau orientada nord-sud, coberta a dues aigües i amb el carener perpendicular a la façana. El parament de l'edifici està obrat amb pedra irregular, emprant però carreus de pedra del país ben escairats en el marc de les obertures i les cantonades. La façana principal presenta una portalada barroca d'arc de mig punt amb els brancals i dovelles superiors motllurats. La clau llueix un baix relleu molt treballat amb l'anagrama de Maria, mentre que les dovelles a banda i banda porten incisa la data 1712. Per sobre la portalada un òcul dona llum a l'interior i al cap d'amunt un petit campanar d'espadanya d'un sol ull corona l'edifici. L'interior, molt sobri, es resol amb parets de pedra vista i sostre de volta de canó enguixat. Una ampla cornisa, també de guix, recorre la base de la volta.
Al darrere de la capella es troba el petit cementiri familiar. La seva entrada està emmarcada per dos pilars i la tanca una decorada reixa de ferro amb una creu a la part superior.